# AIK Fotbolls säsong 2012

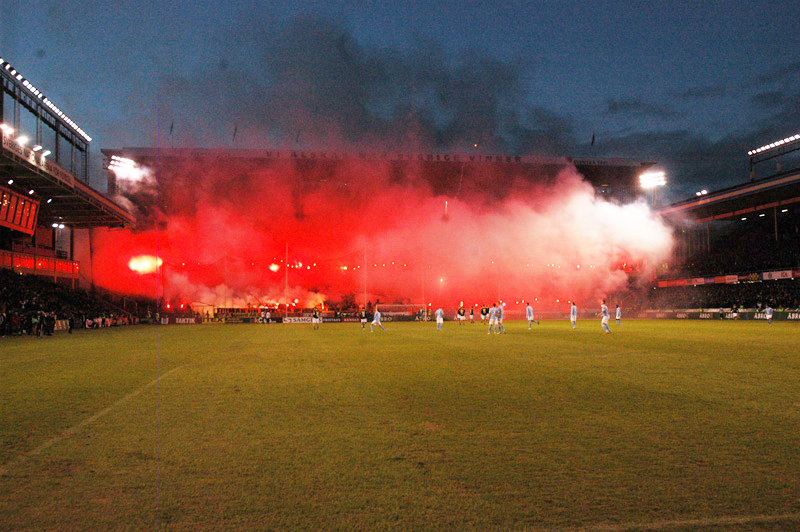
Norra stå, på Råsunda.

AIK deltog säsongen 2012 i Allsvenskan, Svenska Supercupen och Svenska Cupen. I Svenska Cupen spelade man dock inte spela om en titel denna säsong, detta då SvFF valde att ändra upplägget i Cupen, istället för att den ska spelas vår/höst spelas den nu höst/vår, den blir alltså färdigspelad nästa säsong. Man var även kvalificerade för kval till UEFA Europa League. AIK spelade för 83:e gången i Allsvenskan och man slutade på 4:e plats. I Supercupen så förlorade man titelmatchen mot Helsingborgs IF med 2–0. I Svenska Cupen så vann man sin kvalmatch och gick vidare till gruppspelet som slutfördes säsongen 2013. I UEFA Europa League så gick man vidare från kvalet efter att bland annat slagit ut Lech Poznan och CSKA Moskva. Laget fick då spela i gruppspelet där man slutade sist. Detta var första gången i klubbens historia som man spelade i Europa League gruppspelet. Inför säsongen var man på två träningsläger, det första i Antalya, Turkiet. Där spelades en träningsmatch som spelades 3x30 minuter. Under det andra träningslägret åkte man till Portland, USA för en träningscup. Cupen spelades mellan 4 lag där man mötte respektive lag 1 gång. Säsongen 2012 var den sista säsongen som laget spelade på Råsunda. Efter säsongen så revs den anrika arenan. Inför säsongen bytte man även matchställ, i tröjans nacke på insidan fanns en hyllningstext till Råsunda. Hyllningstexten löd såhär: Långt har jag färdats och mycket har jag sett, men på mitt lag ser jag aldrig mig mätt . Stormar har rasat, men vinden har vänt, och den tar mig tillbaks till Råsundas gräs

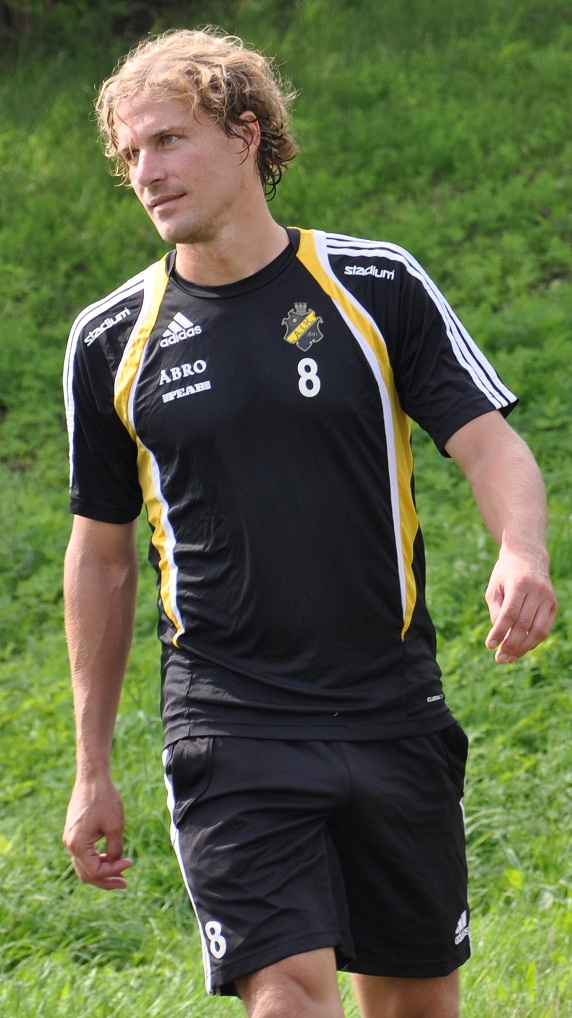
Daniel Tjernström, AIK:s lagkapten.

## Spelartruppen 2012
| Nr | Land       | Pos | Namn                       |
| -- | ---------- | --- | -------------------------- |
| 2  | Sverige    | F   | Nicklas Backman            |
| 3  | Sverige    | F   | Per Karlsson               |
| 4  | Sverige    | F   | Nils-Eric Johansson        |
| 5  | Sverige    | MF  | Robert Åhman Persson       |
| 6  | Sverige    | F   | Alexander Milošević        |
| 7  | Island     | MF  | Helgi Daníelsson           |
| 8  | Sverige    | MF  | Daniel Tjernström (kapten) |
| 9  | Uganda     | MF  | Martin Kayongo-Mutumba     |
| 10 | Costa Rica | A   | Celso Borges               |
| 11 | Togo       | MF  | Atakora Lalawelé           |
| 12 | Sverige    | A   | Christian Kouakou          |
| 13 | Kanada     | MV  | Kenny Stamatopoulos        |
| 15 | Sverige    | MF  | Robin Quaison              |

| Nr | Land         | Pos | Namn               |
| -- | ------------ | --- | ------------------ |
| 16 | Sverige      | F   | Martin Lorentzson  |
| 18 | Sverige      | MF  | Niklas Maripuu     |
| 19 | Sierra Leone | A   | Alhassan Kamara    |
| 20 | Ghana        | MF  | Ibrahim Moro       |
| 22 | Ghana        | A   | Kwame Karikari     |
| 23 | Sverige      | F   | Edward Owusu       |
| 24 | Sverige      | MF  | Daniel Gustavsson  |
| 27 | Kroatien     | MV  | Ivan Turina        |
| 28 | Sverige      | MF  | Viktor Lundberg    |
| 29 | Sverige      | MF  | Gabriel Özkan      |
| 35 | Sverige      | MV  | Lee Baxter *       |
| 36 | Sverige      | A   | Henok Goitom       |
| 45 | Sverige      | F   | Daniel Majstorović |

* Lee Baxter är uttalad målvaktstränare, men är dock registrerad som spelare och kan spela ifall AIK får skador på de ordinarie målvakterna.

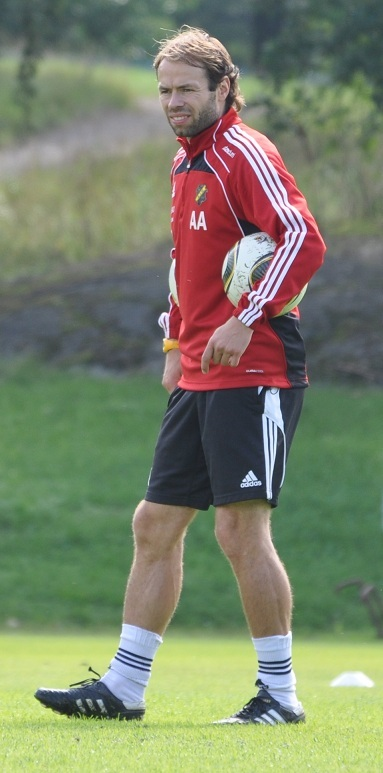
Andreas Alm, AIK:s tränare.

- AIK:s supportrar tilldelades nummer 1 år 2009.

Spelartruppen från AIK:s sida

## Övergångar

### Spelare in
Inför 2012 (Vinterfönstret)
- Celso Borges från Fredrikstad FK[3]
- Edward Owusu från IF Brommapojkarna[4]
- Alhassan Kamara från FC Kallon[5]
- Sal Jobarteh från FC Väsby United[6]
- Robin Quaison från FC Väsby United[7]
- Pontus Engblom åter från lån i GIF Sundsvall[8]
- Atakora Lalawelé från Fredrikstad FK var tidigare på lån i AIK [9]

 Under sommarfönstret 2012 
- Daniel Majstorović från Celtic[10]
- Kwame Karikari åter från lån i Degerfors IF[11]
- Ibrahim Moro från New Edubiase United FC[12]
- Henok Goitom free agent[13]

### Spelare ut
Spelare ut under vinterfönstret 
- Kevin Walker till GIF Sundsvall[14]
- Antônio Flávio till Nanchang Hengyuan FC[15]
- Admir Ćatović till Assyriska FF[16]
- Christoffer Eriksson till Degerfors IF[17]
- Kenny Pavey Free agent, till Ljungskile SK[18]
- Jacob Ericsson till Karlstad BK (lån)[19]
- Kwame Karikari till Degerfors IF (lån)[20]

 Spelare ut under sommarfönstret 2012 
- Pontus Engblom till FK Haugesund[21]
- Sal Jobarteh till IK Sirius (lån)[22]
- Nicklas Maripuu till Umeå FC (lån)[22]

## Klubben

### Tränarstab
- Huvudtränare: Andreas Alm
- Asstränare 1: Nebojša Novaković
- Asstränare 2: Christer Swärd
- Målvaktstränare: Lee Baxter
- Fystränare: Johnny Nilsson

### Matchställ
- Tillverkare: Adidas
- Huvudsponsor: Åbro

### Övrig information
- Ordförande: Jens Andersson
- Sportchef: Björn Wesström (tillförordnad)
- Arena: Råsunda (kapacitet: dryga 35 000)

## Supercupen
Huvudartikel: Svenska Supercupen 2012.
Svenska Supercupen är en cup som spelas mellan laget som kom först i Allsvenskan och vinnaren av Svenska cupen föregående säsong. Då Helsingborgs IF vann båda dessa titlar fick istället AIK spela cupen mot Helsingborgs IF. AIK kom tvåa i Allsvenskan föregående säsong.
Matchen spelades den 24 mars 2012 på Olympia i Helsingborg, Helsingborgs IF:s hemmaplan. Matchen slutade 2-0 till hemmalaget Helsingborgs IF efter två mål av Rachid Bouaouzan. 5 590 personer var på plats och såg matchen. I och med denna vinst vann Helsingborgs IF Svenska Supercupen. 
Matchfakta från SvFF:s sida.

## Svenska Cupen

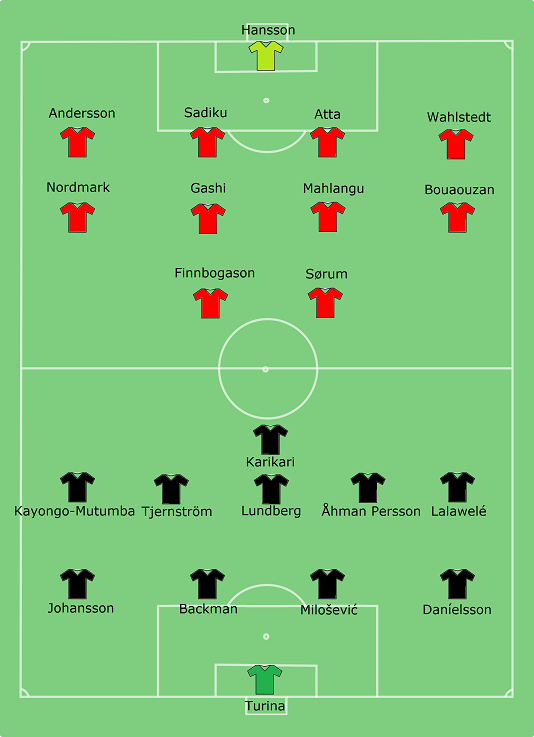
Startelvorna i Supercupsfinalen, AIK i svart.

Det beslutades i slutet av 2011 att formatet av cupen skulle ändras till höst/vår-format i stället för nuvarande kalenderårsformatet. AIK kommer att gå in i cupen i den andra omgången av turneringen i mitten av augusti 2012 och de kommer att spela på bortaplan. Om AIK går vidare från andra omgången kommer de sedan att fortsätta cupspelet i mars 2013.

## Europa League
AIK kommer att gå in i Europa League under andra kvalrundan. Lottningen om vilka man skulle få möta skedde den 25 juni. AIK var seedade vilket betyder att man bara kunde lottas mot sämre motstånd på pappret.AIK lottades mot vinnaren i mötet mellan FH (Island) och FC USV Eschen-Mauren (Liechtenstein).Deras två matcher kommer att spelas den 5 juli respektive 12 juli. Den 5 juli var de båda lagen på Island för att köra sin första match, FH hade hemmaplan och vann matchen med 2-1 efter att matchens sista mål hade gjorts av FH:s inhoppare Atli Björnsson vilket föranledde slutresultatet. Lagens andra match spelades den 12 juli och vanns av FH med 1–0. Matchens enda mål kom i den tolfte minuten genom Atli Gudnason. FH vann första omgången och FC USV Eschen-Mauren var utslagna. AIK gick in i andra kvalrundan på hemmaplan den 19 juli, den första matchen slutade 1–1 efter mål av FH:s Atli Gudnason och AIK:s Viktor Lundberg. Andra matchen spelades på bortaplan den 26 juli och AIK vann med 0–1 efter att AIK:s försvarare Martin Lorentzson gjorts matchens enda mål i den 40:e minuten. AIK var tack vare vinsten vidare till den tredje kvalrundan i Europa League.
Två dagar innan den andra matchen mot FH lottades AIK mot vinnarna mellan det polska laget Lech Poznan och det azerbajdzjanska laget FC Khazar Lankaran. Poznan vann mötet mot Lankaran och tog sig vidare för en match mot AIK. AIK vann med totalt 3–1 och lottades sedan mot det ryska laget CSKA Moskva.

## Allsvenskan 2012
Huvudartikel: Fotbollsallsvenskan 2012.
Resultat för AIK den allsvenska säsongen 2012. Officiell tabell på Svenska Fotbollförbundets sida.
OBS: resultat är i AIK-favör
| Omgång | Datum             | Arena                    | Motstånd           | Resultat  | Tävling     | AIK-målskyttar                                | Publiksiffra | Rapporter   |
| ------ | ----------------- | ------------------------ | ------------------ | --------- | ----------- | --------------------------------------------- | ------------ | ----------- |
| 1      | 1 april 2012      | Råsunda                  | Mjällby AIF        | 0-0 (0-0) | Allsvenskan |                                               | 20 557       | SvFFAIKMAIF |
| 2      | 9 april 2012      | Guldfågeln Arena         | Kalmar             | 2-1 (1-0) | Allsvenskan | Mutumba, Borges                               | 10 079       | SvFFAIKKFF  |
| 3      | 12 april 2012     | Råsunda                  | IFK Göteborg       | 1-1 (0-0) | Allsvenskan | Engblom                                       | 15 702       | SvFFAIKIFKG |
| 4      | 15 april 2012     | Södertälje fotbollsarena | Syrianska FC       | 1–0 (0-0) | Allsvenskan | Atakora                                       | 3 093        | SvFFAIKSFC  |
| 5      | 22 april 2012     | Råsunda                  | Gif Sundsvall      | 1-1 (1-0) | Allsvenskan | Milosevic                                     | 9 771        | SvFFAIKGIF  |
| 6      | 26 april 2012     | Strömvallen              | Gefle IF           | 1-0       | Allsvenskan | Borges                                        | 4 181        | SvFFAIKGIF  |
| 7      | 2 maj 2012        | Olympia                  | Helsingborgs IF    | 0-0       | Allsvenskan |                                               | 9 343        | SvFFAIKHIF  |
| 8      | 8 maj 2012        | Råsunda                  | Djurgårdens IF (H) | 1-1       | Allsvenskan | Självmål                                      | 27 112       | SvFFAIKDIF  |
| 9      | 13 maj 2012       | Borås Arena              | IF Elfsborg        | 0-1       | Allsvenskan |                                               | 9 817        | SvFFAIKIFE  |
| 10     | 16 maj 2012       | Behrn Arena              | Örebro SK          | 2-2       | Allsvenskan | Borges, Lundberg                              | 7 722        | SvFFAIKÖSK  |
| 11     | 20 maj 2012       | Råsunda                  | IFK Norrköping     | 5-2       | Allsvenskan | Gustavsson (2), Lundberg, Lorentzson, Quaison | 11 896       | SvFFAIKIFK  |
| 12     | 24 maj 2012       | Råsunda                  | Gais               | 1-0       | Allsvenskan | Lundberg                                      | 11 112       | SvFFAIKGAIS |
| 13     | 2 juli 2012       | Swedbank Stadion         | Malmö FF           | 0–4       | Allsvenskan |                                               | 14 583       | SvFFAIKMFF  |
| 14     | 8 juli 2012       | Råsunda                  | BK Häcken          | 3–1       | Allsvenskan | Borges (2), Quaison                           | 9 383        | SvFFAIKBKH  |
| 15     | 14 juli 2012      | Kopparvallen             | Åtvidabergs FF     | 0–2       | Allsvenskan |                                               | 7 621        | SvFFAIKÅFF  |
| 16     | 22 juli 2012      | Råsunda                  | Åtvidabergs FF     | 1–0       | Allsvenskan | Lorentzson                                    | 9 231        | SvFFAIKÅFF  |
| 17     | 29 juli 2012      | Strandvallen             | Mjällby AIF        | 1–0       | Allsvenskan | Persson                                       | 4 539        | SvFFAIK     |
| 18     | 5 augusti 2012    | Råsunda                  | Kalmar FF          | 1–2       | Allsvenskan | Karikari                                      | 9 905        | SvFFAIK     |
| 19     | 12 augusti 2012   | Råsunda                  | Örebro SK          | 3–0       | Allsvenskan | Karikari, Mutumba, Gustavsson                 | 8 352        | AIK         |
| 20     | 26 augusti 2012   | Gamla Ullevi             | Gais               | 1-0       | Allsvenskan | Karikari                                      | 3 865        | SvFFAIK     |
| 21     | 2 september 2012  | Råsunda                  | Helsingborgs IF    | 2–1       | Allsvenskan | Lorentzson, Borges                            | 14 548       | AIK         |
| 22     | 16 september 2012 | Råsunda                  | Djurgårdens IF (B) | 3-0       | Allsvenskan | Karikari, Bangura, Borges                     | 30 857       | AIK         |
| 23     | 23 september 2012 | Nya Parken               | IFK Norrköping     | 2-2       | Allsvenskan | Borges, Karikari                              | 9 173        | AIK         |
| 24     | 26 september 2009 | Råsunda                  | IF Elfsborg        | 1-1       | Allsvenskan | Lorentzson                                    | 14 609       | AIK         |
| 25     | 30 september 2012 | Norrporten Arena         | GIF Sundsvall      | 3-2       | Allsvenskan | Bangura (2), Lundberg                         | 4 109        | AIK         |
| 26     | 7 oktober 2012    | Råsunda                  | Gefle IF           | 0-1       | Allsvenskan |                                               | 10 776       | AIK         |
| 27     | 21 oktober 2012   | Gamla Ullevi             | IFK Göteborg       | 1-0       | Allsvenskan | Backman                                       | 10 727       | AIK         |
| 28     | 28 oktober 2012   | Råsunda                  | Syrianska FC       | 1–1       | Allsvenskan | Goitom                                        | 13 653       | AIK         |
| 29     | 31 oktober 2012   | Rambergsvallen           | BK Häcken          | 1-1       | Allsvenskan | Daníelsson                                    | 5 753        | AIK         |
| 30     | 4 november 2012   | Råsunda                  | Malmö FF           | 2–0       | Allsvenskan | Bangura, Lundberg                             | 28 057       | AIK         |

### Intern Skytteliga

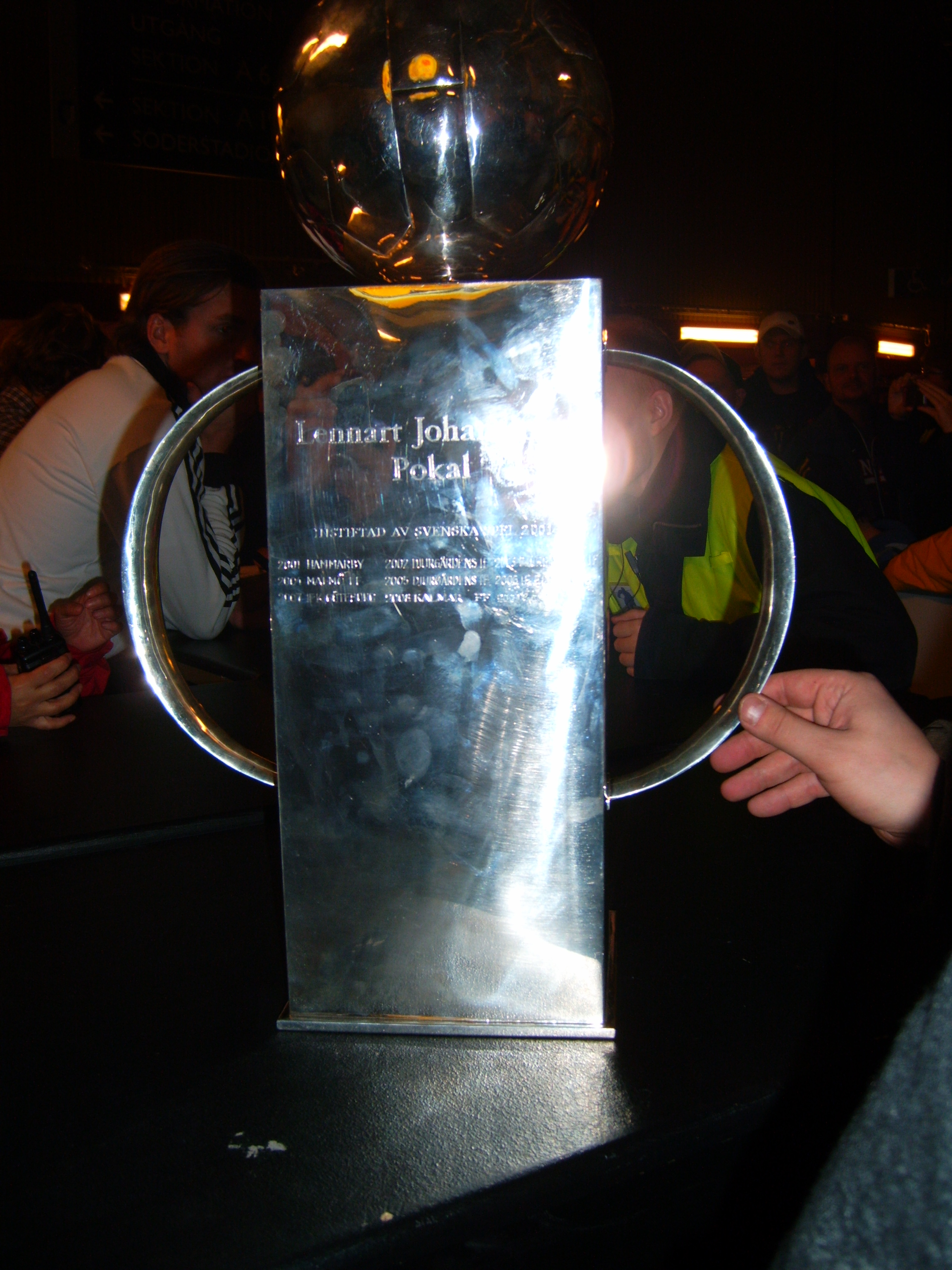
Lennart Johanssons pokal - Trofén för vinnaren av Allsvenskan.

- Totalt 41 mål
  - Celso Borges, 8 mål
  - Kwame Karikari, 5 mål
  - Viktor Lundberg, 5 mål
  - Mohamed Bangura, 4 mål
  - Martin Lorentzson, 4 mål
  - Daniel Gustavsson, 3 mål
  - Martin Mutumba, 2 mål
  - Robin Quaison, 2 mål
  - Lalawele Atakora, 1 mål
  - Henok Goitom, 1 mål
  - Helgi Daníelsson, 1 mål
  - Niklas Backman, 1 mål
  - Pontus Engblom, 1 mål
  - Alexander Milosevic, 1 mål
  - Robert Åhman-Persson, 1 mål
  - Självmål, 1 mål

### Intern Assistliga
- Totalt 27 assist
  - Viktor Lundberg, 5 assist
  - Daniel Gustavsson, 4 assist
  - Celso Borges, 3 assist
  - Helgi Daníelsson, 3 assist
  - Nils-Eric Johansson, 3 assist
  - Martin Mutumba, 2 assist
  - Daniel Tjernström, 2 assist
  - Mohamed Bangura, 2 assist
  - Atakora Lalawelé, 2 assist
  - Martin Lorentzson, 1 assist

### Antal hållna nollor
- Totalt 12 hållna nollor
  - Ivan Turina, 10 nollor
  - Kenny Stamatopoulos, 2 nollor

### Resultatsammanfattning
| Sammanlagt | Sammanlagt | Sammanlagt | Sammanlagt | Sammanlagt | Sammanlagt | Sammanlagt | Sammanlagt | Hemma | Hemma | Hemma | Hemma | Hemma | Hemma | Borta | Borta | Borta | Borta | Borta | Borta |
| S          | V          | O          | F          | GM         | IM         | MS         | P          | V     | O     | F     | GM    | IM    | MS    | V     | O     | F     | GM    | IM    | MS    |
| ---------- | ---------- | ---------- | ---------- | ---------- | ---------- | ---------- | ---------- | ----- | ----- | ----- | ----- | ----- | ----- | ----- | ----- | ----- | ----- | ----- | ----- |
| 30         | 15         | 10         | 5          | 46         | 39         | +7         | 55         | 7     | 6     | 2     | 23    | 12    | +11   | 8     | 4     | 3     | 23    | 27    | −4    |

Källa: svenskfotboll.se

#### Resultat efter omgång
| Omgång    | 1 | 2 | 3 | 4 | 5 | 6 | 7 | 8 | 9 | 10 | 11 | 12 | 13 | 14 | 15 | 16 | 17 | 18 | 19 | 20 | 21 | 22 | 23 | 24 | 25 | 26 | 27 | 28 | 29 | 30 |
| --------- | - | - | - | - | - | - | - | - | - | -- | -- | -- | -- | -- | -- | -- | -- | -- | -- | -- | -- | -- | -- | -- | -- | -- | -- | -- | -- | -- |
| Spelplats | H | B | H | B | H | B | B | H | B | B  | H  | H  | B  | H  | B  | H  | B  | H  | H  | B  | H  | H  | B  | H  | B  | H  | B  | H  | B  | H  |
| Resultat  | O | V | O | V | O | V | O | O | F | O  | V  | V  | F  | V  | F  | V  | V  | F  | V  | V  | V  | V  | O  | O  | V  | F  | V  | O  | O  | V  |
| Position  | 6 | 5 | 5 | 3 | 4 | 2 | 3 | 3 | 7 | 7  | 4  | 3  | 4  | 3  | 5  | 4  | 3  | 4  | 4  | 4  | 4  | 4  | 4  | 3  | 3  | 4  | 4  | 4  | 4  | 4  |

## Träningsmatcher under 2012
OBS: resultat är i AIK-favör
Träningsmatcher under försäsongen
| Match nr. | Datum            | Arena          | Motstånd             | Resultat | Tävling       | AIK-målskyttar                   | Publiksiffra | Matchrapport  |
| --------- | ---------------- | -------------- | -------------------- | -------- | ------------- | -------------------------------- | ------------ | ------------- |
| 1*        | 29 januari 2012  | Oklart         | RNK Split            | 0-1      | Träningsmatch |                                  | Oklart       | AIKfotboll.se |
| 2         | 4 februari 2012  | Skytteholms IP | IFK Norrköping       | 0-1      | Träningsmatch |                                  | 2 312        | AIKfotboll.se |
| 3         | 11 februari 2012 | Skytteholms IP | Gefle IF             | 3-1      | Träningsmatch | Lorentzson, Gustavsson, Lalawelé | 1 820        | AIKfotboll.se |
| 4         | 18 februari 2012 | Skytteholms IP | Kalmar FF            | 0-2      | Träningsmatch |                                  | 2 165        | AIKfotboll.se |
| 5         | 21 februari 2012 | Skytteholms IP | Eskilstuna City FK   | 1-0      | Träningsmatch | Emil Skogh                       | 400          | AIKfotboll.se |
| 6         | 27 februari 2012 | JELD-WEN Field | C.D. Chivas USA      | 2-0      | Cup med 4 lag | Lundberg, Lalawelé               | oklart       | AIKfotboll.se |
| 7         | 1 mars 2012      | JELD-WEN Field | San Jose Earthquakes | 0-0      | cup med 4 lag |                                  | oklart       | AIKfotboll.se |
| 8         | 4 mars 2012      | JELD-WEN Field | Portland Timbers     | 0-1      | cup med 4 lag |                                  | 17 357       | AIKfotboll.se |
| 9         | 13 maj 2012      | Skytteholms IP | Assyriska FF         | 3-2      | Träningsmatch | Lundberg, Karikari (2)           | 1 632        | AIKfotboll.se |

- Matchen spelades i 3x30 minuter.

Träningsmattcher under pågående säsong
| Match nr. | Datum        | Arena       | Motstånd  | Resultat | Tävling       | AIK-målskyttar | Publiksiffra | Matchrapport  |
| --------- | ------------ | ----------- | --------- | -------- | ------------- | -------------- | ------------ | ------------- |
| 1         | 13 juni 2012 | Behrn Arena | Örebro SK | 0-1      | Träningsmatch |                | 547          | AIKfotboll.se |

### Intern skytteliga på försäsongen till 2012
- Viktor Lundberg 2 mål
- Kwame Amponsah Karikari 2 mål
- Atakora Lalawelé 2 mål
- Martin Lorentzson 1 mål
- Daniel Gustavsson 1 mål
- Emil Skogh 1 mål